# Owo
Owo est une ville de l'État d'Ondo, au sud-ouest du Nigeria. Elle se situe à l'intersection des routes provenant d'Akure, de Kabba, de Benin City et de Siluko, à mi-chemin entre Benin City et Ife.

## Histoire
Entre 1400 et 1600, Owo était la capitale d'une cité-État des Yorubas.
En 2022, un attentat vise une église d'Owo.